# Linda Sundblad
Linda Caroline Sundblad (nascuda el 5 de juliol de 1981 a Lidköping, Suècia) és una cantant Sueca actual.
Havent abandonat l'escola als 15 anys per unir-se a la banda musical de pop-rock Lambretta, va gaudir d'un gran èxit a una edat molt jove. Després de publicar tres àlbums amb Lambretta, la tardor de 2005 va decidir deixar la banda i cantar en solitari. Va publicar el seu àlbum debut la tardor de 2006.